# Synfig
Synfig és un programari d'animació de qualitat cinematogràfica basat en gràfics vectorials 2D de codi obert. Genera imatges interpolades pel que no és necessari dibuixar tots els frames. Presenta una gran varietat d'eines i efectes per a permetre donar un acabat complex i acurat. Aplicant diferents capes i ajustaments permet aconseguir animacions d'alta qualitat.

## Característiques
- Escrit en llenguatge C++ i disponible sota llicència GPLv3.
- Multiplataforma, disponible per a Linux, Windows i MacOs.
- Incorpora una eina d'interpolació de moviment automàtica, produint un moviment fluid sense que s'hagi de treballar cada estructura individualment.
- La tecnologia HDR i els càlculs per coma flotant li proporcionen una àmplia gamma de lluentors alhora que la correcta reproducció del color.[1]
- Possibilitat de treballar amb un sistema d'esquelets per a imatges vectorials com imatges rasteritzades. La capa distorsió permet aplicar deformacions complexes.[3]
- Llarga corba d'aprenentatge.[2]

## Història
Creat per Robert Quattlebaum i Adrian Bentley per a Voria Studios. Va ser alliberat com a gratuït el 2005.
| Versió  | Data d'alliberament | Comentaris |
| ------- | ------------------- | --- |
|         | 2005                | |
| 0.62.00 | 12-10-2009          | El projecte estrenava una nova pàgina web i el codi passava a estar disponible a SourceForge. Entre les novetats destacava un nou mòdul per a la importació de SVG. |
| 0.62.01 | 31-05-2010          | |
| 0.63.00 | 2011                | Noves característiques com una nova capa de contorn avançadada, millores i correccions d'errors.                                                                    |
| 0.63.04 | 8-02-2012           | |
| 0.63.05 |                     | |
| 0.64.00 | 11-05-2013          | Millores en el rendiment, execució simplificada dels connectors, millores en el control dels fotogrames clau i el canvi a una terminologia més convencional.        |
| 0.64.1  | 4-11-2013           | |
| 0.64.2  | 18-10-2014          | |
| 0.64.3  | 13-12-2014          | |
| 1.00    | 28-05-2015          | Sistema d'esquelet complet, amb deformacions automàtiques; una nova eina per a retallar; única interfìcie d'usuari basada en GTK+ 3 entre altres novetats.          |
| 1.0.1   | 22-07-2015          | |
| 1.0.2   | 10-10-2015          | |
| 1.2.0   | 10-01-2017          | Millora el rendiment i afegeix la sincronització amb els llavis, gràcies al programari Papagayo.                                                                    |
| 1.2.1   | 11-09-2017          | |
| 1.2.2   | 15-09- 2018         | |
| 1.3     |                     | Considerada com a branca inestable disposà de versions des del 2017. L'agost del 2020 es llançà la versió 1.3.16.                                                   |
| 1.4     | 14-11-2020          | Es poden editar les corves mitjançant punts de control, possibilitat de visualitzar les ones de so, possibilitat de vectoritzar imatges rasteritzades.              |
| 1.4.1   | 09-05-2021          | S'afegeix la possibilitat d'exportar vídeos amb so. |
| 1.4.2   | 29-07-2021          | El plugin Lottie afegeix capacitats alhora d'exportar a la web. Alhora que s'inclouen millores del Google Summer of Code 2020.                                      |
| 1.4.3   | 25-10-2022          | |
| 1.4.4   | 28-12-2022          | Versió que corregia errors. |
| 1.5.1   | 30-10-2021          | Versió inestable. Afegeix suport per a l'escriptura de dreta a esquerra, correccions per a l'eina de l'esquelet i millores per a la interfície d'usuari.            |